# آدام کمپل (بازیکن فوتبال، زاده ۱۹۹۵)
آدام کمپل (انگلیسی: Adam Campbell؛ زادهٔ ۱ ژانویهٔ ۱۹۹۵) بازیکن فوتبال اهل بریتانیا است.
از باشگاه‌هایی که در آن بازی کرده‌است می‌توان به باشگاه فوتبال هارتل پول یونایتد، باشگاه فوتبال سنت میرن، باشگاه فوتبال گیتزهد، باشگاه فوتبال کارلایل یونایتد، باشگاه فوتبال فلیتوود، باشگاه فوتبال نیوکاسل یونایتد، و باشگاه فوتبال نوتس کانتی اشاره کرد.
وی همچنین در تیم‌های ملی فوتبال England national under-16 football team، زیر ۱۷ سال انگلستان، و زیر ۱۹ سال انگلستان بازی کرده‌است.